# Famille Machefoing
La famille Machefoing (ou Machefoin) est une famille de l'aristocratie bourgeoise dijonnaise,, originaire du village de Rouvres-en-Plaine, siège d'une châtellenie ducale, qui a donné plusieurs dignitaires au service du duché de Bourgogne (XIVe et XVe siècles) puis du Saint-Empire. Elle illustre l'ascension sociale d'une famille d'origine modeste et rurale qui a su profiter de la munificence des ducs de Bourgogne.

## L'ascension sociale d'une famille
D'origine sociale modeste et rurale, les premiers membres de cette famille roburienne ont profité, au XIVe siècle, de la proximité des ducs de Bourgogne en leur château de plaisance de Rouvres. En un siècle, par les offices exercés, ils sont devenus des dignitaires de la cour ducale et ont intégré l'"aristocratie" dijonnaise (Philippe de Machefoing est vicomte-maïeur de Dijon au milieu du XVe siècle). On trouvera postérieurement, au XIXe siècle, des transcriptions de leur patronyme intégrant la particule "de". Après 1477 et la chute de la Maison de Bourgogne, ils poursuivent leur destinée auprès de la cour des Pays-Bas bourguignons, devenus habsbourgeois, mais avec beaucoup moins de succès...

## Colin Machefoing
Colin Machefoing est écuyer de Philippe le Hardi, duc de Bourgogne, en 1369. Il est sans doute un parent (son père ?) de Monnot (de) Machefoing, un châtelain proche du duc de Bourgogne.

## Monnot Machefoing

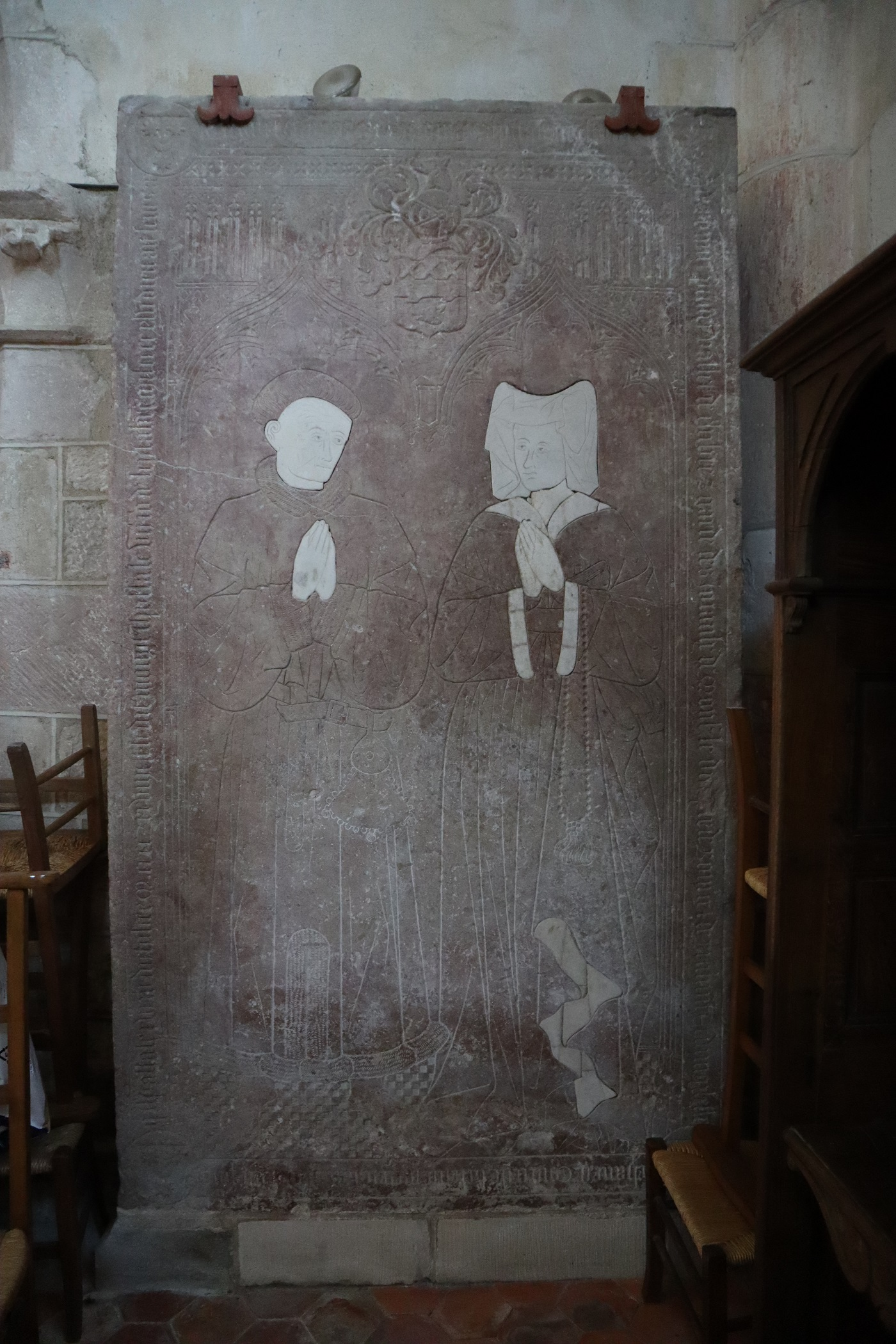
Dalle funéraire de Monnot Machefoing et Jeanne de Courcelles.

Monnot Machefoing (? - 1445) est nommé châtelain et prévôt de la seigneurie ducale de Rouvres, dans la campagne dijonnaise, en 1404, date de l'avènement au duché de Bourgogne de Jean Sans Peur. Cette châtellenie s'étendant sur une trentaine de villages environnants abrite alors un château qui est la résidence de plaisance des premiers ducs Valois de Bourgogne. Sanctionné provisoirement en 1411, Monnot retrouve son office, après examen des comptes, en 1412. En 1416, le duc Jean le fait "premier valet de chambre", "garde des joyaux" et l'envoie en Flandre pour veiller sur le comte de Charolais, unique prince héritier.
Auparavant, sa femme, Jeanne de Courcelles, avait d'ailleurs été la nourrice ("mère de lait") de Philippe de Charolais, le futur duc Philippe le Bon, élevé au château roburien bien que né à Dijon en 1396. L'enfant passa également deux autres années à Rouvres, entre 1407 et 1409, afin de profiter d'un meilleur environnement qu'en Flandre et pour y apprendre à connaitre la noblesse bourguignonne auprès du châtelain Monnot.
En 1420, un an après l'assassinat du duc Jean et l'avènement de Philippe le Bon, Monnot rentre en Bourgogne et retrouve une nouvelle fois son office de châtelain de Rouvres qu'il conservera jusqu'à sa mort en 1445.
Monnot Machefoing et Jeanne de Courcelles (morte en 1428) sont inhumés dans une chapelle funéraire de la collégiale Saint-Jean-Baptiste de Rouvres-en-Plaine. Ils ont eu au moins cinq enfants : Marguerite, Jean, Michel, Philippe et Philipotte.

## Jean Machefoing
Jean Machefoing, frère ou fils de Monnot (?), est signalé entre janvier 1411 et 1419 comme écuyer et lieutenant du fauconnier du duc de Bourgogne Jean Sans Peur.

## Philippe (de) Machefoing

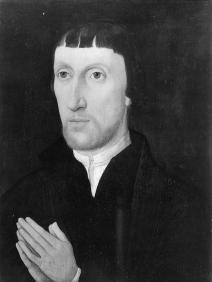
Philippe de Machefoing par Rogier van der Weyden (?)

Philippe (de) Machefoing (?-1453), fils de Monnot, est vicomte-mayeur ("maire") de Dijon de 1439 à 1445, puis de 1448 à 1450. Il est aussi conseiller du duc de Bourgogne Philippe le Bon.
Châtelain de Rouvres au décès de son père en 1445, il préside la même année la reconstruction à Dijon de l'ancienne église Saint-Jean-Baptiste. En 1448, il commande au sculpteur Jean de la Huerta la magnifique chapelle funéraire de ses parents, Monnot et Jeanne de Courcelles, à Rouvres-en-Plaine.
Également "Garde des joyaux" du duc, il accompagne fréquemment ce dernier dans les Pays-Bas bourguignons entre 1451 et 1453. Un portrait primitif flamand de Philippe de Machefoing est attribué à Rogier van der Weyden.
Il meurt le 20 mai 1453 et est inhumé, avec son épouse, Simone de Tart (morte le 23 août 1479), en l'église Saint-Jean-Baptiste de Dijon. Sa charge étant anoblissante, les historiographes du XIXe siècle l'appelleront souvent "Philippe de Machefoing".

## Marguerite Machefoing
Marguerite Machefoing, fille de Monnot et sœur de Philippe, est l'épouse (avant 1436) de Jacquot Martin, valet de chambre du duc de Bourgogne Philippe le Bon anobli en 1435 et seigneur de Bretenière, domaine voisin de Rouvres. Elle est la mère de Jean Martin (? - 1474), conseiller et sommelier du duc mais aussi châtelain, capitaine et gruyer de la seigneurie de Rouvres (comme ses parents ?). Le demi-frère de Jean Martin, Philippe Martin, fils de Jacquot Martin et de sa seconde femme épousée en 1436, Jeanette Guedon, est lui aussi châtelain et capitaine de Rouvres, ainsi que maire de Dijon (1485-1489) et seigneur de Bretenière.

## Isabeau (de) Machefoing
Isabeau (de) Machefoing (? - 1510), fille de Jean Machefoing, est la seconde épouse d'Olivier de la Marche, chevalier, chroniqueur de la cour bourguignonne et maître d'hôtel de l'empereur Maximilien Ier après avoir servi les ducs Philippe le Bon et Charles le Téméraire. Isabeau (de) Machefoing n'a pas eu d'enfants. Morte neuf ans après son mari, elle a été inhumée à Bruxelles dans la même sépulture aujourd'hui brisée.
Remarque : on connait une Isabeau Machefoing, veuve de Jean Coustain, ancien valet du duc de Bourgogne qui a été exécuté par décapitation en 1462 pour tentative d'empoisonnement, sans savoir s'il s'agit de la même personne.

## Du duché à l'Empire
En cette fin de XVe siècle, et sur deux générations, la famille Machefoing semble quitter la proximité de la cour de Bourgogne, province alors rattachée au royaume de France à la chute de Charles le Téméraire (1477), pour celle de l'Empire. Elle suit ainsi un parcours similaire à celui de Marie de Bourgogne qui est mariée  au futur empereur à la même date. On retrouvera par la suite quelques dignitaires portant le patronyme Machefoing dans la Comté impériale ainsi qu'aux Pays-Bas bourguignons devenus ceux des Habsbourgs.

## Guillaume (de) Machefoing
Guillaume (de) Machefoing est procureur au Grand Conseil de l'Empereur en 1551.